# Monospilus
Monospilus is een geslacht van kreeftachtigen uit de klasse van de Branchiopoda (blad- of kieuwpootkreeftjes).

## Soort
- Monospilus dispar G.O. Sars, 1861